# Спас-Коркодино (усадьба)
Спас-Коркодино — усадьба, расположенная в деревне Спас-Коркодино Клинском районе Московской области.
Находится в 20 км от города Клин.

## История
Во второй половине XVII века селом владел стольник Ф. М. Коркодинов. В середине XVIII века владелицей имения была военнослужащая М. С. Бибикова, после Фонвизины. Спас-Коркодино владел сенатор П. И. Фонвизин, младший брат литератора Д. И. Фонвизина. Была основана в середине XVIII века, ранее называлась просто Спасское. Усадьба принадлежала дворянскому роду Фонвизиных, ранее называлась просто Спасское.
В усадьбе прошло детство известного прозаика и драматурга Д. И. Фонвизин. Фонвизины владели усадьбой до Октябрьской революции. В 1826 году владелец усадьбы, участник Отечественной войны 1812 года, декабрист М. А. Фонвизин был арестован и отправлен в ссылку в Сибирь, по возвращению из ссылки, последние месяцы жизни привел в имение Марьино. После смерти М. А. Фонвизина, следующим хозяином имения становится действительный статский советник С. П. Фонвизин. До революции 1917 года имением владел племянник известного химика Д. И. Менделеева доктор медицины М. Я. Капустин. После революции усадьба была национализирована и постепенно пришла в запустение. В середине XX века было полностью утрачено здание церкви. До наших дней сохранились небольшой липовый парк, каретный сарай, несколько хозяйственных зданий, на кладбище расположена часовня XIX века на месте разрушенной деревянной Преображенской церкви. Главный усадебный дом и Спасская церковь 1826 года утрачены.
В усадьбе бывали видные деятели искусства того времени такие как П. И. Чайковский, А. А. Блок, И. И. Пущин.